# Carles II de Romania
Carles II de Romania (romanès: Carol al II-lea) (pronunciació en romanès: /ˈkarol al ˈdojlea al romɨˈni.ej/) (castell de Peleș, 15 d'octubre de 1893 - Estoril, 4 d'abril de 1953) fou rei de Romania. Va pujar al tron després del cop d'estat de 1930 contra el seu fill Miquel I de Romania i va romandre-hi fins a l'any 1940, quan va exiliar-se. Era descendent de la reina Victòria I del Regne Unit, del tsar Alexandre II de Rússia i de la reina Maria II de Portugal.

## Naixement i Família
Nascut el 15 d'octubre de 1893 al Palau Reial de Bucarest, era fill del rei Ferran I de Romania i de la princesa Maria del Regne Unit. Els seus avis paterns eren el príncep Leopold de Hohenzollern-Sigmaringen i la infanta Antònia de Portugal. Els avis materns eren el príncep Alfred del Regne Unit i de la gran duquessa Maria de Rússia.

## Regnat
L'any 1925 el llavors príncep Carles perdia els seus drets successoris sobre el tron de Romania. Un any després, el rei Ferran I de Romania moria deixant la corona al seu net el rei Miquel I de Romania. Miquel, de sis anys, fou proclamat rei sota la regència del seu oncle el príncep Nicolau de Romania.
L'any 1930 retornà inesperadament a Romania i derrocà el seu fill proclamant-se rei davant de la passivitat dels partits polítics tradicionals. Durant la dècada de 1930 exercí un poder creixent en la vida política i social del país. Afavorí partits i líders concrets, promulgà una constitució en què es reservava una quota molt gran de poder a la Monarquia i aprofitant la inestabilitat social provocada per la Guàrdia de Ferro de Corneliu Zelea Codreanu va assentar la seva dictadura personal alhora que abolia el sistema democràtic.
L'esclat de la Segona Guerra Mundial i la signatura del pacte Molotov-Ribbentrop, on Romania hagué de fer importants concessions territorials a la Unió Soviètica, a Hongria i a Bulgària, va minvar el seu prestigi. A més a més, el nomenament del general Ion Antonescu com a conducător obligà al rei a partir de nou a l'exili deixant el tron al seu fill, el príncep Miquel I de Romania.
Marxà a l'exili amb moltes riqueses entre les quals es trobaven nombrosos quadre de Rubbens, Tiziano o Rembrandt, les joies de la Corona o fins i tot les armadures que decoraven els Palaus Reials. Instal·lat a Cascais visqué una vida de luxe fins a la seva mort l'any 1953.
L'any 1947 es casà a Rio de Janeiro amb Magda Lupescu. a la seva mort apartà del seu testament al seu fill el rei Miquel I de Romania. L'any 2003 les restes del rei foren enterrades al Panteó Reial de Bucarest en una cerimonia en què assistí la princesa Margarida de Romania i el príncep Radu de Hohenzollern-Veringen en representació del rei Miquel I de Romania

## Casament i descendència

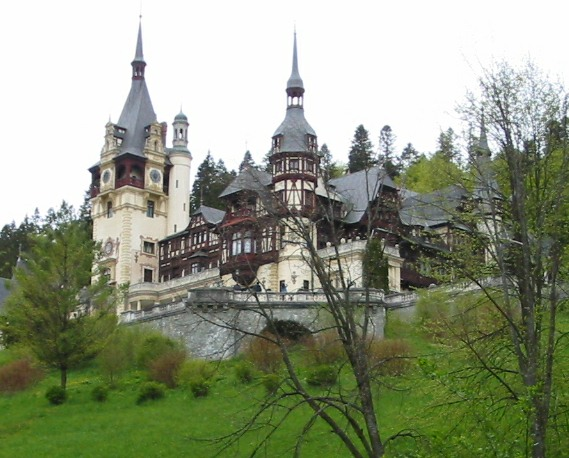
Castell de Peleş, Sinaia, residència dels monarques romanesos

Conegut en molts cercles per ser un rei playboy tingué nombroses aventures dues de les quals acabaren en matrimoni. En plena Primera Guerra Mundial s'enamora de la filla d'un alt general romanès, Joana Lambrino, coneguda com a Zizi Lambrino, un any després, el 31 d'agost de 1918 es casaren a Odessa desafiant la llei reial de matrimonis. Un any després el matrimoni fou anul·lat per reial decret però mai per l'església ortodoxa. Malgrat tot, la parella ja havia tingut un fill de nom Mircea Gregor Carol de Hohenzollern, més conegut com a Carles Lambrino (8.08.1920-27.01.2006) que es casà tres vegades, la primera esposa va ser Helena Nagavitzine i Brissot, la segona esposa Joana Williams i la darrera esposa Antònia Colville. En Carles Lambrino deixà dos fills: Pau Felip de Hohenzollern, pretendent al tron de Romania, nascut el 13 d'agost de 1948 a Paris, fill del primer matrimoni i en Joan Nicolau Jordi Alexander Hohenzollern nascut el 1961 del segon matrimoni.
En Pau Felip de Hohenzollern es casà amb Lia Georgia Triff i tenen un fill, en Carles Ferran de Hohenzollern.
El segon matrimoni del rei fou amb la princesa Helena de Grècia celebrant-se a Atenes el 10 de març de 1921. La princesa era filla del rei Constantí I de Grècia i de la princesa Sofia de Prússia. Era per tant neta del rei Jordi I de Grècia i de la gran duquessa Olga de Rússia per part de pare, mentre que per part de mare ho era del kàiser Frederic III de Prússia i de la princesa reial Victòria del Regne Unit. La parella s'instal·là al Castell de Peleș de Sinaia on naixia el seu únic fill:
- SM el rei Miquel I de Romania nat el 1921 a Bucarest. Es casà amb la princesa Anna de Borbó-Parma.

Aviat el matrimoni feu aigües i el príncep hereu decidí marxà del país amb Magda Lupescu, filla d'un farmacèutic jueu. El príncep perdé els seus drets sobre el tron de Romania. Amb Magda Lupescu el rei trobà l'estabilitat i morí al seu costat l'any 1953 al seu exili portuguès de Cascais.